# Pukeashun Mountain
Pukeashun Mountain är ett berg i Kanada.   Det ligger i provinsen British Columbia, i den centrala delen av landet, 3 200 km väster om huvudstaden Ottawa. Toppen på Pukeashun Mountain är 2 301 meter över havet.
Terrängen runt Pukeashun Mountain är varierad. Pukeashun Mountain är den högsta punkten i trakten. Runt Pukeashun Mountain är det mycket glesbefolkat, med 2 invånare per kvadratkilometer.. Det finns inga samhällen i närheten.
I omgivningarna runt Pukeashun Mountain växer i huvudsak blandskog.